# Роузбад (Јужна Дакота)
Роузбад (енгл. Rosebud) насељено је место без административног статуса у америчкој савезној држави Јужна Дакота.

## Демографија
По попису из 2010. године број становника је 1.587, што је 30 (1,9%) становника више него 2000. године.
| Група             | 2000.     | 2010.     |
| Белци             | 65 (4,2%) | 54 (3,4%) |
| Афроамериканци    | 1 (0,1%)  | 3 (0,2%)  |
| Азијати           | 6 (0,4%)  | 1 (0,1%)  |
| Хиспаноамериканци | 35 (2,2%) | 77 (4,9%) |
| Укупно            | 1.557     | 1.587     |